# Terrestrial Planet Finder

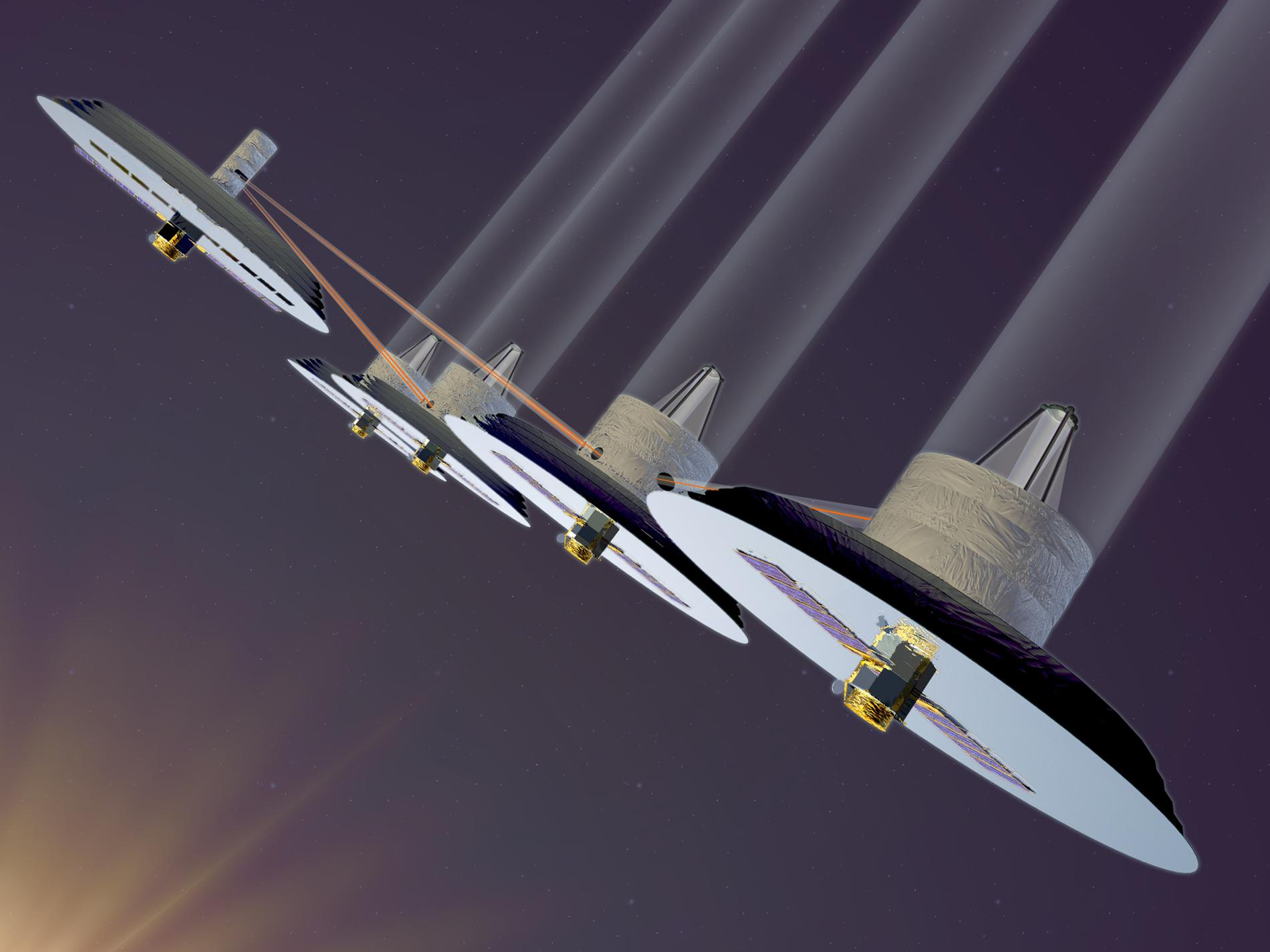
Terrestrial Planet Finder - TPF-I

Terrestrial Planet Finder (cu sensul de Detector de planete telurice) a fost proiectul unui sistem de telescoape planificate de NASA și capabile să exploreze vecinătatea stelelor înconjurătoare în căutarea planetelor extrasolare similare cu planetele de tip terestru. Punerea în aplicare a proiectului ar permite detectarea unor astfel de obiecte similare Pământului în imediata vecinătate a Galaxiei, precum și ar stabili proprietățile chimice și compoziția atmosferică a acestora.
Proiectul a fost amânat de mai multe ori și în cele din urmă a fost anulat.

## Top 10 stele-scop de cercetare
| Loc | Stea            | Constelație    | Distanță (ani-lumină) | Tip spectral |
| --- | --------------- | -------------- | --------------------- | ------------ |
| 1   | Alfa Centauri A | Centaurul      | 4.3                   | G2V          |
| 2   | Alfa Centauri B | Centaurul      | 4.3                   | K1V          |
| 3   | Tau Ceti        | Balena         | 12                    | G8V          |
| 4   | Eta Cassiopeiae | Cassiopeia     | 19                    | G3V          |
| 5   | Beta Hydri      | Hidra Australă | 24                    | G2IV         |
| 6   | Delta Pavonis   | Păunul         | 20                    | G8V          |
| 7   | Pi3 Orionis     | Orion          | 26                    | F6V          |
| 8   | Gamma Leporis   | Iepurele       | 29                    | F7V          |
| 9   | Epsilon Eridani | Eridanul       | 10                    | K2V          |
| 10  | 40 Eridani      | Eridanul       | 16                    | K1V          |

## Legături externe
- NASA Planet Quest: Terrestrial Planet Finder Arhivat în 13 decembrie 2011, la Wayback Machine.